# Pearys ekspedition til Grønland 1891-1892
Pearys ekspedition til Grønland 1891-1892 var en polarekspedition, hvor Robert Edwin Peary, sr. satte sig for at undersøge, om Grønland var en ø, eller var en halvø til nordpolen. Peary sejlede fra Brooklyn i New York den 6. juni 1891 om bord på "SS Kite". Ombord var Aboard Josephine Diebitsch Peary, hvilket gjorde hende til den første kvinde på en polarekspedition. En ekspedition for at finde Peary blev arrangeret af Philadelphia Academy of Natural Sciences i 1892.

## Besætning
Besætningen bestod ved siden af Robert E. Peary af følgende medlemmer:
- dr. Frederick Albert Cook, kirurg og etnolog
- John M. Verhoeff, mineralog og meteorolog
- Langdon Gibson, ornitolog
- Matthew Alexander Henson,
- Eivind Astrup,
- Josephine Diebitsch Peary, Pearys hustru

Han blev ledsaget af professorerne Benjamin Sharp og J.F. Holt begge zoologer fra akademiet.
- William E. Hughes, ornitolog
- dr. Robert N. Keely, jr., kirurg
- Levi Walter Mengel, entomolog
- Alexander C. Kenealy, korrespondent for New York Herald
- Frazer Ashhurst og
- W.H. Burk